# Хартфорд (Охајо)
Хартфорд (енгл. Hartford) град је у америчкој савезној држави Охајо.

## Демографија
По попису из 2010. године број становника је 397, што је 15 (-3,6%) становника мање него 2000. године.
| Група             | 2000.       | 2010.       |
| Белци             | 400 (97,1%) | 389 (98,0%) |
| Афроамериканци    | 0 (0,0%)    | 1 (0,3%)    |
| Азијати           | 1 (0,2%)    | 2 (0,5%)    |
| Хиспаноамериканци | 4 (1,0%)    | 5 (1,3%)    |
| Укупно            | 412         | 397         |